# Micraeschus
Micraeschus es un género de lepidópteros de la familia Erebidae. Es originario de Asia.

## Especies
- Micraeschus elataria Walker, 1861 Posible sinónimo de Enispa elataria.
- Micraeschus rufipallens Warren, 1913